# Daniel Velasco (compositor)
Daniel Alberto Velasco (Bogotá, 29 de junio de 1976) es un compositor, arreglista y orquestador colombiano, conocido por su trabajo para el cine y la televisión.

## Biografía
Es maestro en música de la Pontificia Universidad Javeriana de Bogotá, realizó su maestría en Música Para Cine en la Filmuniversität Konrad Wolf en Alemania y fue becario del programa Film Scoring Workshop de ASCAP en Los Ángeles.

### Carrera
En el 2004 la artista visual Elizabeth Pulido le propuso componer la música para su cortometraje El despertar de las marionetas, esta experiencia lo motivó a dedicarse a la música para cine, por lo que empezó a trabajar en cortometrajes y documentales especialmente con la casa productora MAZDOC. En el 2007 viajó a Alemania y se especializó en música cinematográfica en la Filmuniversität Konrad Wolf, estando allí tuvo la oportunidad de componer y grabar junto a la Deutsches Filmorchester at Babelsberg Studios, la música original para varios cortometrajes.
En 2013, fue invitado Taller de Compositores de Cine y Televisión de la Sociedad Americana de Compositores, Autores y Editores ASCAP, junto al compositor reconocido compositor ganador del premio EMMY Richard Bellis .
En el 2015 trabajó en su primer largometraje, La semilla del silencio junto al director colombiano Juan Felipe Cano, partitura grabada en la ciudad Los Ángeles junto a la Hollywood Studio Symphony.

## Trabajos fuera del cine
El 8 de agosto de 2019 se estrenó en el Teatro Mayor Julio Mario Santo Domingo de Bogotá su obra El bosque sobre el bosque, farsa operática basada en la figura de Alexander Von Humboldt, coproducida por La Fundación Orquesta Sinfónica de Bogotá (FOSBO), el Laboratorio Escénico de la Universidad del Valle, el Teatro Jorge Eliécer Gaitán y el Teatro Mayor Julio Mario Santo Domingo. Estrenado el 8 de agosto de 2019.

## Premios y candidaturas
- 2016. Ganador del Premio Macondo, otorgado por la Academia Colombiana de Artes y Ciencias Cinematográficas a la mejor música original, en la película policíaca colombiana La Semilla del Silencio, del director de cine Juan Felipe Cano.[4][5][6]

## Filmografía
- 2021 La otra forma[7]
- 2021 El Suspiro del Silencio
- 2020 Vecinos Inesperados (Largo documental sobre la fauna silvestre de la ciudad de Bogotá producido por la Alcaldía de Bogotá)[8]
- 2019 I Am Migration (Corto Documental)
- 2019 Siempre Bruja (TV Serie - 10 Episodios)
- 2018 La Palabra de Pablo (Largometraje salvadoreño del director Arturo Menéndez)[9][10]
- 2018 Garzón vive (TV Serie)
- 2017 Keyla
- 2015 Nacimiento (Largometraje dirigido por Martín Mejía Rugeles, ganador del premio de la prensa FIPRESCI a mejor ópera prima en el Tallinn Black Nights Film Festival en el 2015)[11]
- 2015 Aislados  (Documental, ópera prima de la directora Marcela Lizcano,[12] ganador a Mejor documental en la Sección Nuestra América del Festival Internacional de Cine Documental de CDMX, DOCSDF -, México 2015)
- 2015 La semilla del silencio (Producción de Chapinero Films y Wideangle Films, protagonizada por Angie Cepeda y Andrés Parra)[13]
- 2013 Echoes From...(Corto)
- 2012 Im nächsten Leben (Corto)
- 2011 Featherfish  (Corto)
- 2010 A Leading Man (Corto)
- 2010 Zeche is nich - Sieben Blicke auf das Ruhrgebiet (TV documental)
- 2009 El asesinato de Galán (TV Documental)
- 2008  Expedición Botánica al Nuevo Reino de Granada (Documental de la Universidad Nacional de Colombia en asocio con History Channel y City TV Colombia).[14]